# Мосс (футбольный клуб)
«Мосс» — норвежский футбольный клуб из одноимённого города, выступающий в Адекколиген, втором по силе дивизионе Норвегии. Последний раз в высшем дивизионе Чемпионата Норвегии «Мосс» выступал в 2002 году. Основан 28 августа 1906 года. Домашние матчи проводит на стадионе «Меллос», вмещающем 10 000 зрителей.

## Достижения
- Чемпионат Норвегии:
  - Чемпион (1): 1987
  - Серебряный призёр (1): 1979
- Кубок Норвегии:
  - Обладатель (1): 1983
  - Финалист (1): 1981

## Рекорды
- Крупнейшая домашняя победа: 7-0 против Стейньера, 17 июня 1978
- Крупнейшая гостевая победа: 9-1 против Бёрре, 5 мая 2004
- Крупнейшее домашнее поражение: 1-6 против Будё/Глимт, 2 августа 2000
- Крупнейшее гостевое поражение: 0-8 против Мёльде, 21 апреля 1996
- Наибольшее число зрителей за матч, Меллёс стадион: 10,085 против Фредрикстад, 26 октября 2003
- Наибольшее число зрителей в среднем за сезон: 5814 (1979)
- Наибольшее число сыгранных матчей, всего: 569, Гейр Хенес
- Наибольшее число сыгранных матчей, Типпелига: 227, Гейр Хенес
- Наибольшее число забитых мячей, Типпелига: 78, Гейр Хенес

## Известные игроки
- Кейси Верман
- Гуннар Гисласон
- Брюньяр Гуннарссон
- Роб Френд
- Джон Мачете Миури
- Эйнар Ос
- Мартин Андресен
- Эрланд Йонсен
- Томас Мюре
- Ярко Висс
- Бент Андерссон